# PHY

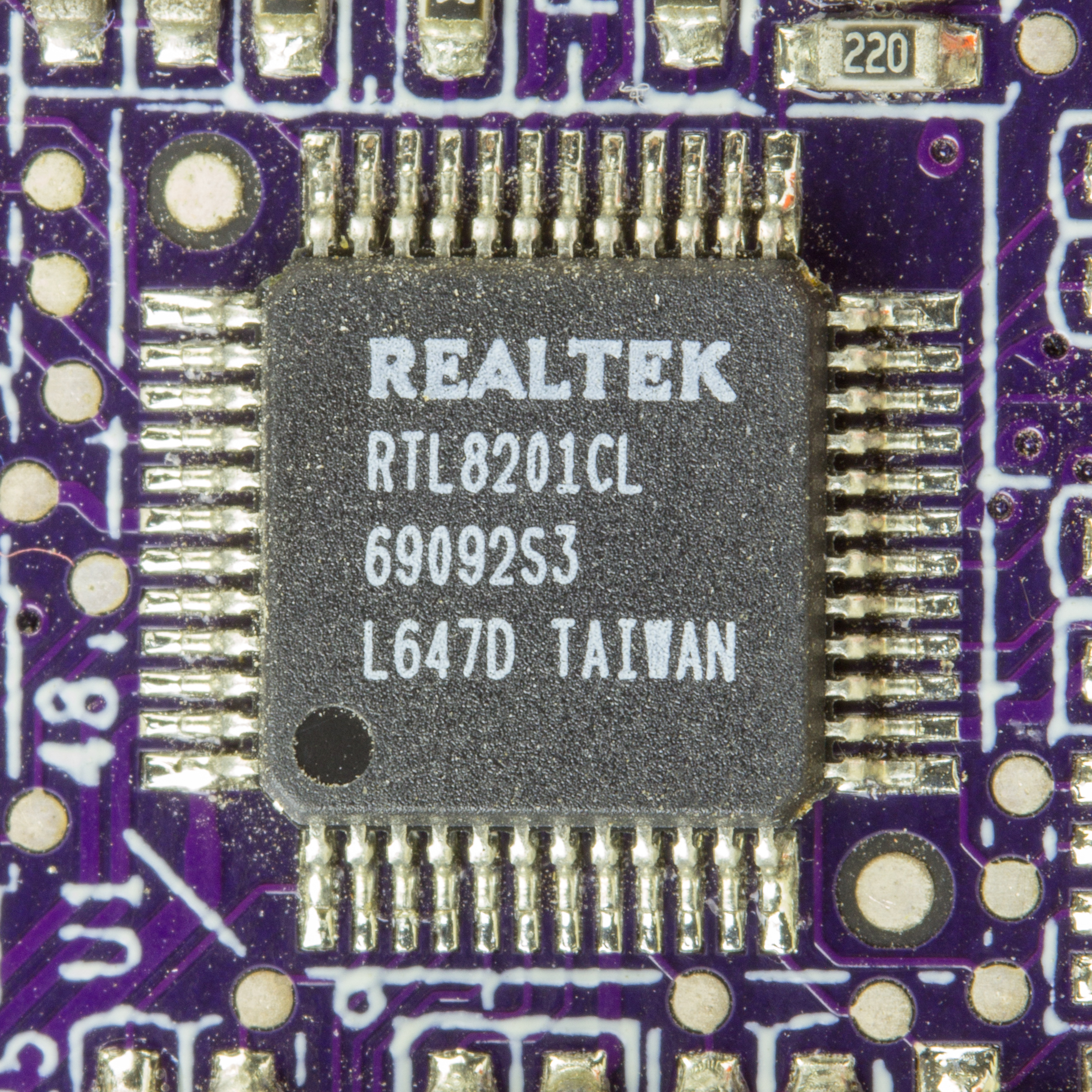
Ethernet-PHY-Chip „RTL8201“

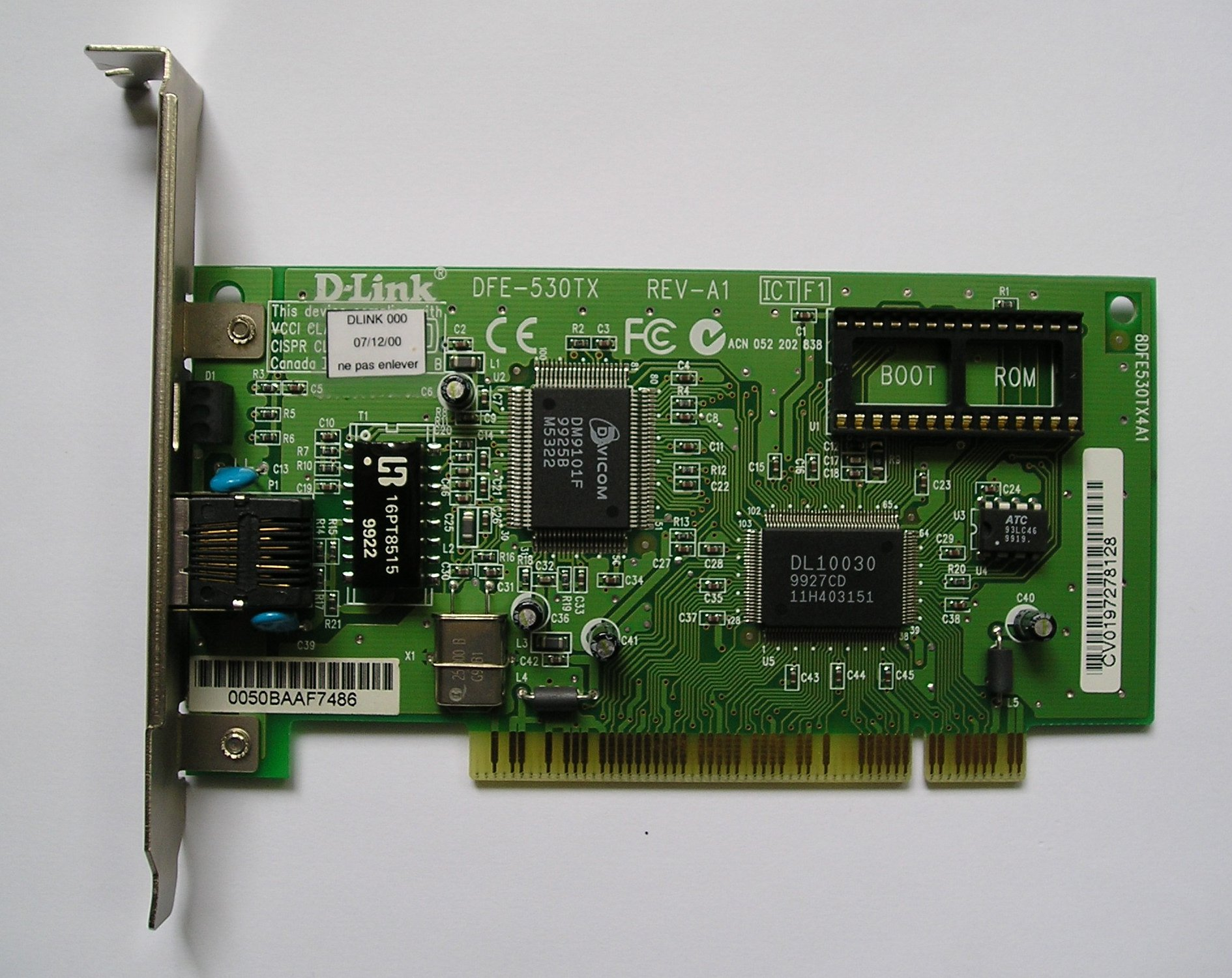
Ethernet-PHY-Chip „DM9101F“ auf einer Ethernet-PCI-Steckkarte

PHY (ausgesprochen faɪ, eigentlich fɪ von Physical Layer) ist ein Begriff aus der Computer- und Nachrichtentechnik, mit dem ein spezieller integrierter Schaltkreis oder eine funktionelle Gruppe eines Schaltkreises bezeichnet wird, die für die Kodierung und Dekodierung von Daten zwischen einem rein digitalen System und dem Ausbreitungsmedium (engl. physical medium) zuständig ist. PHY steht dabei für physische Schnittstelle. Der Begriff findet sich zum Beispiel auf den Schaltplänen von Ethernetkarten. Vollintegrierte Ethernetcontroller-Bausteine haben einen PHYceiver eingebaut.
PHY ist weiterhin die gebräuchliche Abkürzung für die Bitübertragungsschicht (Physical Layer) des OSI-Modells.

## Anwendungsbeispiele
- Ein PHY-Halbleiter wird gewöhnlich in Ethernetgeräten eingesetzt. Er dient dabei dem digitalen Zugriff auf den moduliert betriebenen Kanal. Typischerweise findet sich im Umfeld ein weiterer, vom Medium unabhängiger Baustein, der sogenannte MAC.
- Eine PHY-Gruppe ist in den meisten USB-Controllern auf Hosts und bei eingebetteten Systemen integriert und stellt eine Brücke zwischen der digitalen und der elektrischen Verbindungsebene der Schnittstelle dar.
- Die IrDA-Spezifikation für Infrarot-Datenübertragung enthält die Beschreibung eines IrPHY für die physische Schicht des Datentransports.
- Serial ATA (SATA): Serial ATA - Controller nutzen einen PHY.

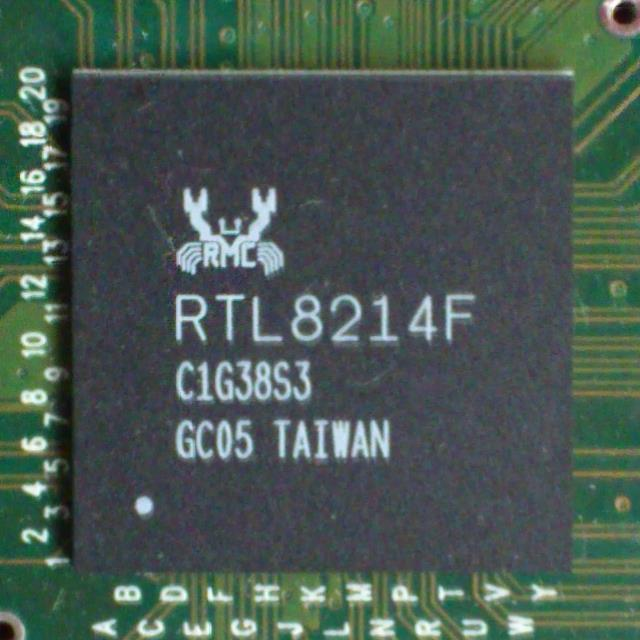
4-Port Ethernet-PHY-Chip „RTL8214“ zum Einsatz in Hubs und Switches
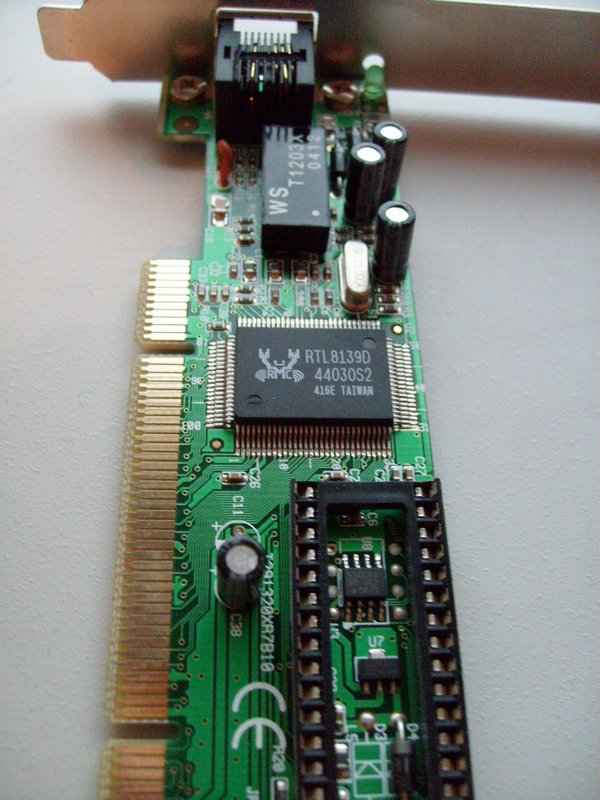
Im Ethernet-Controller integrierter PHY

## Inbetriebsetzung
Der PHY-Chip ist entweder schon direkt einsatzfähig oder muss erst konfiguriert werden. Dies geschieht häufig über MDIO.  Weitere Ansprechmöglichkeiten sind z. B. SPI und I2C. Je nach PHY kann eine solche Konfiguration sehr umfangreich und komplex sein. Einige Hersteller bieten deswegen eigene APIs an. Diese führen dann bezüglich des eingesetzten PHY-Typs die entsprechenden Registerzugriffe durch. Für anschließende Tests können Nachrichten von einem MAC an den PHY gesendet werden. Dieser muss die Nachrichten korrekt bearbeiten und an seinen Ausgängen für den angeschlossenen Teilnehmer bereitstellen. 

## Interne Bestandteile eines Ethernet PHYs
Je nach Norm häufig vorhandene Sublayer, deren Umsetzung und Bausteine:
- PMA - Physical Medium Attachment
- PCS - Physical Coding Sublayer
- SerDes - Serialisierer/Deserialisierer
- XGXS - Umwandler von XAUI nach XGMII
- MDI - Medium dependent Interface

Bereits in der Norm zu 1BASE5 wird beispielsweise PMA beschrieben.
Beispiel Datenverarbeitung: 10G PHY
High-Speed Data werden von einem SFP+ Interface (SFI) entgegengenommen. Der Takt wird aus dem Datenstrom zurückgewonnen. Die Daten sind dabei 66B/64B (10G-Modus) oder 8B/10B (1G-Modus) kodiert.
Daten werden dann über XGXS (8B/10B) an einen MAC weitergesendet.
Dieser leitet die Nachrichten an die höher gelegenen Schichten weiter.